# 謝爾比尼夫卡
謝爾比尼夫卡（羅馬化：Shcherbynivka）是烏克蘭東部頓涅茨克州巴赫穆特区托雷茨克市镇内的鎮。處於克里維托雷茨河畔、托雷茨克陸上距離以西6公里（經高速），始建於十七世紀，面積3.2平方公里，海拔高度111米，2022年人口估计为3,266，人口密度每平方公里1,021人。

## 歷史
17世紀建立；19世紀中葉人口為1,750人。

## 人口
根據2001年烏克蘭人口普查，該村人口4017，他們的母語為：
- 乌克兰语 91.24%
- 俄語 8.62%
- 摩爾多瓦語（羅馬尼亞語） 0.05%
- 白俄罗斯语 0.02%

2017年人口3532，直至俄羅斯入侵前人口為3266。

## 著名人物
- 列昂尼德·斯基爾科（1939年—2012年），烏克蘭裔加拿大歌手、男低音
- 伊萬·皮利片科（烏克蘭語：Пилипенко Іван Маркович）（1912年—1942年），蘇聯軍事飛行員，曾參與德蘇戰爭，蘇聯英雄

## 外部鏈接
- Державний комітет статистики України. Чисельність наявного населення України на 2013-01-01, Київ-2013 (pdf)（页面存档备份，存于）